# 佐野市立赤見中学校
佐野市立赤見中学校（さのしりつ あかみちゅうがっこう）は、栃木県佐野市出流原町にある公立中学校。

## 概要
学校の東側には松原公園が位置し旗川が流れ、北西には名水百選の一つ出流原弁天池湧水、学校敷地内には創立記念日に校木とされた樹齢50年超のクヌギや梅園など60種150本以上の樹木が生い茂る、緑豊かな学校である。収穫した梅から梅干しや梅ジュースを作るなど、自然に触れ合う学習を実践している。
校歌勝承夫作詞、下総皖一作曲

## 沿革
- 1947年 - 学制改革により赤見村立赤見中学校として開校。
- 1948年 - 町制施行により赤見町立赤見中学校と改称。
- 1955年 - 市町村合併により佐野市立赤見中学校と改称。
- 1986年 - 鉄筋校舎完成
- 1999年度 - 環境緑化推進功労者内閣総理大臣賞を受賞。

## 教育方針
- 教育目標
  - 根気強く努力し、個性を伸ばす生徒
  - 強い体力と豊かな心を持つ生徒
  - 自主性に富み責任を果たす生徒

## 生徒会活動
- 生徒会本部
- 専門委員会
  - 学習図書委員会
  - 緑化委員会（旧：緑化農園委員会）
  - 生活安全委員会
  - 親切福祉委員会
  - 環境保健委員会
  - 体育委員会
  - 広報委員会
  - 放送委員会
  - 給食委員会

## 部活動
- 運動部
  - 陸上競技部
  - ソフトテニス部（男・女）
  - 卓球部（男・女）
  - バスケットボール部（男・女）
  - バレーボール部（女）
  - 野球部
  - 剣道部
  - サッカー部

- 文化部
  - 吹奏楽部
  - 文芸部

## 交通
- 最寄り駅は東武鉄道佐野線 田沼駅より約3.3km、徒歩約45分
- または両毛線 佐野駅より佐野市生活路線バス運動公園循環線「赤見中学校入口」より約270m、徒歩約3分

## 周辺
- 栃木県立佐野松桜高等学校
- 佐野日本大学高等学校・佐野日本大学中等教育学校
- 出流原パーキングエリア
- 佐野市運動公園